# Altenholz
Altenholz är en kommun och ort i Kreis Rendsburg-Eckernförde i förbundslandet Schleswig-Holstein i Tyskland.